# لوپ (موسیقی)
در موسیقی، لوپ (انگلیسی: Loop) به بخشی از صدا گفته می‌شود که به‌طور مداوم تکرار می‌شود. بخش‌های کوتاه می‌توانند برای ایجاد الگوهای «اُستیناتو» (تکرار مداوم یک نت یا الگو) تکرار شوند. بخش‌های بلندتر هم می‌توانند تکرار شوند؛ برای مثال، یک نوازنده ممکن است تمام یک بخش از شعر یک ترانه را لوپ کند تا بتواند همراه آن بنوازد و خود را همراهی کند.
لوپ‌ها می‌توانند با استفاده از انواع مختلف فناوری‌های موسیقی ساخته شوند، از جمله گردونه‌های دیسک (ترن‌تیبل‌ها)، سمپلرهای دیجیتال، پدال‌های لوپر، سینث‌سایزر، توالی‌سازها، دستگاه‌های درام ماشین، ماشین‌های نوار و واحدهای تأخیر، و همچنین می‌توانند با استفاده از نرم‌افزارهای موسیقی کامپیوتری برنامه‌نویسی شوند. ویژگی لوپ کردن بخشی از یک تراک صوتی یا ویدیویی به‌طور معمول توسط فروشندگان الکترونیکی به نام «تکرار A–B» (A–B repeat) شناخته می‌شود.
لوپ‌های بدون حق امتیاز (رویالتی-فری) می‌توانند از شرکت‌هایی مانند The Loop Loft، نیتیو اینسترومنتس، Splice و Output خریداری و برای ساخت موسیقی دانلود شوند.
لوپ‌ها معمولاً در قالب‌های فایل ام‌آی‌دی‌آی یا قالب‌های پرونده صوتی مانند WAV, REX2، AIFF و MP3 عرضه می‌شوند. نوازندگان برای پخش لوپ‌ها از طریق تحریک شروع توالی موسیقی از کنترلرهای MIDI مانند ایبلتن پاش یا نیتیو اینسترومنتس MASCHINE استفاده می‌کنند.